# Зарожанський цукровий завод
Зарожанський цукровий завод — підприємство харчової промисловості у селі Зарожани Хотинського району Чернівецької області України, яке припинило своє існування.

## Історія
Цукровий завод у селі Зарожани Хотинського повіту Бессарабської губернії Російської імперії був побудований в 1866 поміщиком Федором Рафаловичем. Оскільки з 256 селянських господарств села 17,5% були безземельними, а більшість решти – малоземельними, проблеми з пошуком працівників не виникло, а місцеві жителі збільшили посіви буряків на продаж заводу. У цей час умови роботи на підприємстві були важкими, робочий день становив від 12 до 13 години, а зарплата була низька.
В ході першої російської революції у 1907 році в селі почався страйк. Робітники економії (що забезпечувала завод цукровим буряком) вимагали підвищення зарплати, але з Хотині прибули стражники, які побили селян і заарештували організаторів виступу.
Після початку першої світової війни становище підприємства ускладнилося, оскільки частина працівників та місцевих селян призвали до армії, посіви цукрових буряків скоротилися.
Після лютневої революції селяни провели переділ землі, після чого частина земель економії була розділена між жителями села. У січні 1918 року за рішенням Хотинського земельного комітету повіту цукровий завод був націоналізований. За рішенням Хотинського Ради робітників і солдатських депутатів було прийнято нові норми виробітку і введено 8-годинний робочий день.
Наприкінці лютого 1918 року селище окупували австро-німецькі війська (які залишалися тут до 11 листопада 1918 року, після чого їх змінили румунські війська).
У ніч із 22 на 23 січня 1919 року в Хотині розпочалося повстання проти румунських окупантів, у якому брали участь жителі села. У Зарожанах був створений загін, який очолив робітник цукрового заводу, колишній солдат російської армії Ф. І. Дубковецький, у загін вступили інші робітники заводу. Вони роззброїли та заарештували румунських жандармів, зайняли цукровий завод і надали допомогу повсталим в інших селищах. Після придушення повстання румунськими військами більшість повстанців пішли за Дністер.
1 лютого 1919 року село зайняли румунські війська. У будівлі заводу вони допитували та били заарештованих чоловіків, зґвалтували та вбили чотирьох дівчат.
За румунської влади тривалість робочого дня на заводі становила 12 годин. Економічна криза, що почалася в 1929 році, ускладнила становище села. Власник заводу перестав виплачувати працівникам зарплату грошима, натомість робітники мали купувати продукти та товари у заводському магазині. В 1931 ціни на цукрові буряки були знижені на третину в порівнянні з 1929 роком, що погіршило становище жителів.
У ніч на 7 листопада 1932 року на цукровому заводі комуністична організація, що діяла в умовах підпілля, розклеїла листівки із закликом до боротьби проти румунських окупантів і об'єднання з Радянською Україною, надалі на підприємстві почалося поширення комуністичної літератури (ця обставина була зазначена в документах).
28 червня 1940 року у складі Північної Буковини село увійшло до складу СРСР і завод став державним підприємством. Умови роботи були покращені, розпочалася ліквідація безграмотності серед робітників, також тут було відкрито заводський медпункт. В результаті, ефективність роботи підвищилася, і в першому півріччі 1941 завод зробив цукру на 306 тисяч рублів.
У ході Другої світової війни 6 липня 1941 року село було окуповане німецько-румунськими військами та до 29 березня 1944 року перебувало у складі Румунії. У період окупації одним із активних учасників Хотинської підпільної комсомольської організації був електромонтер Зарожанського цукрового заводу Олекса Боднарчук.
При відступі німці та румуни розграбували село, але після війни завод був відновлений та відновив роботу.
У ході четвертої п'ятирічки капіталовкладення в завод склали 11,9 млн. рублів. У 1953 – 1959 роках підприємство реконструювали, після чого обсяги виробництва збільшились. У 1965 і 1966 роках завод двічі отримував перехідний Червоний прапор Ради міністрів СРСР і ВЦРПС, а ряд працівників заводу був нагороджений державними нагородами.
У сезоні цукроваріння 1967/1968 років завод переробив понад 250 тисяч тонн цукрових буряків і виробив 4,2 тисячі тонн цукру (у вісім разів більше, ніж у 1950 році).
Робітники заводу брали активну участь у громадській діяльності: вони брали участь у будівництві будівлі середньої школи (відкритої в 1965 році), створенні парку та інших заходах щодо озеленення та благоустрою населеного пункту.
Загалом, у радянські часи завод був найбільшим підприємством села, на його балансі знаходилися об'єкти соціальної інфраструктури (робоче селище з 8 багатоквартирними житловими будинками, дитячим садком, яслами, клубом та їдальнею).
Після проголошення незалежності України завод перейшов у відання міністерства сільського господарства та продовольства України.
У жовтні 1995 року Кабінет Міністрів України затвердив рішення про приватизацію цукрового заводу, що знаходився тут, надалі державне підприємство було перетворено у відкрите акціонерне товариство.
До 5 березня 1999 року завод перебував у віданні Фонду державного майна України.
22 серпня 2002 року рішенням господарського суду Чернівецької області у справі № 8/374-Б завод був визнаний банкрутом, 30 серпня 2002 року було оголошено про розпродаж майна та активів підприємства, яке почалося у вересні 2002 року, після чого завод припинив своє існування суперечки про поділ та приналежність майна заводу тривали між кредиторами до травня 2004 року. Закриття та ліквідація Зарожанського цукрового заводу та Кельменецького цукрового заводу призвели до значного скорочення посівів буряків на території області та падіння виробництва цукру. Обсяг виробництва цукру у сезоні цукроваріння 2003/2004 років у Чернівецькій області становив 4% від рівня виробництва 1990 року.